# بتا دو میکروگلوبولین
بتا دو میکروگلوبولین ( β2Μ) (انگلیسی: Beta-2 microglobulin) یکی از اجزای مجموعه سازگاری بافتی اصلی کلاس یک است که در تمام سلول های هسته دار بدن به جز گلبول های قرمز مشاهده می‌شود. این پروتئین از گروه بتا گلوبولین‌ها می‌باشد. مقدار این پروتئین در لوسمی، لنفوم، مولتیپل میلوما و بیماری های التهابی مثل هپاتیت، روماتوئید آرتریت، لوپوس، ایدز و سارکوئیدوز افزایش می یابد. در پس زده شدن پیوند کلیه اولین پروتئینی است که دفع ادراری آن افزایش می یابد.

Schematic representation of MHC class I